# عبد الوهاب عنان
عبد الوهاب عنان (4 يونيو 1998 بغانا - ) هو لاعب كرة قدم غاني يلعب في مركز الدفاع يلعب في نادي الإنتاج الحربي.

## مسيرة اللاعب
لعب مع نادي إيدوبياس يونايتد الجديد والنادي الإفريقي ونادي بيريكوم تشيلسي ونادي الإنتاج الحربي ونادي الشعلة.

## روابط خارجية
- عبد الوهاب عنان على موقع قاعدة بيانات كرة القدم.إي يو (الإنجليزية)